# Spartakiada

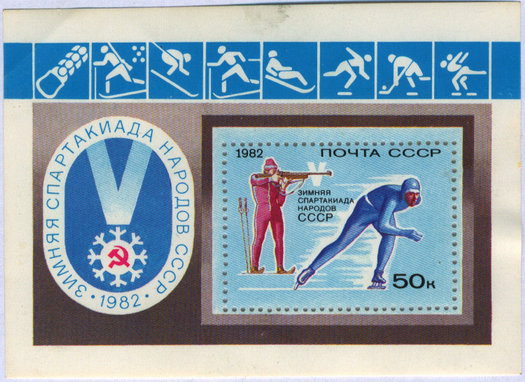
5ª Spartakiada de Inverno dos Povos da URSS em 1982

Spartakiada (em russo:  спартакиада) era inicialmente o nome de um evento desportivo internacional que a União Soviética tentou usar tanto como oposição como complemento dos Jogos Olímpicos (em russo, há um certo paralelismo nos nomes: spartakiada e olimpíada).

## Origens
A primeira Spartakiada foi realizada em Agosto de 1928 em Moscovo. Spartakiada, deriva do nome do escravo e líder rebelde, Espártaco, era suposto que simboliza-se o internacionalismo proletário porque a revolta de Espártaco uniu escravos de diversas origens étnicas no seio do Império Romano. Como figura clássica, Espártaco também defendia directamente, em contraste com a aristocracia, a natureza dos Jogos Olímpicos da antiguidade em que os modernos "capitalistas" Jogos Olímpicos são baseados.
Eventualmente a União Soviética decidiu aderir ao movimento olímpico, e as Spartakiadas internacionais cessaram. No entanto, o termo persistiu em eventos desportivos internos na União Soviética a diferentes níveis, desde locais até à Spartakiada dos Povos da URSS (Спартакиада народов СССР). As últimas Spartakiada dos Povos da URSS foram realizadas por duas vezes em quatro anos (Spartakiadas de Inverno e Verão, com participações internacional). A primeira Spartakiada Soviética, realizou-se em 1956. Estes eventos foram de extrema importância para o desporto soviético. Todos podiam participar nelas, desde pessoas comuns até atletas de alto nível. O número de participantes, por exemplo, na 6ª Spartakiada de Verão dos Povos da URSS, foi de 90 milhões de pessoas (o dobro do número de atletas na URSS, nessa altura), incluindo 8 300 mestres do desporto da URSS. E, na 3ª Spartakiada de Inverno dos Povos da URSS, participaram 20 milhões de pessoas, incluindo cerca de 1000 mestres do desporto da URSS. A importância das Spartakiadas dos Povos da URSS, de Inverno e de Verão também pode ser visto a partir do facto de que cada uma deles foi glórificada com uma série de selos, lançados em milhões de exemplares.

### Outras Sapartakiadas
Houve também um Spartakiada da Juventude e ainda outro evento desportivo Soviético com esse nome, Spartakiada dos Sindicatos (Спартакиада профсоюзов), sobrevivendo em algumas das ex-repúblicas soviéticas, como a Rússia, Bielorrússia, Ucrânia e Uzbequistão.

## Curiosidades
O nome Spartakiada também foi utilizado numa exibição de ginástica de massas, realizada a cada cinco anos no Estádio de Strahov em Praga, Checoslováquia, quando o país se encontrava sob orientação comunista.
O primeiro evento com este nome foi realizado em 1921 e, o seu iniciador, Jiří Chaloupecký, é apontado como o inventor do nome.
Eventos similares foram também realizadas na Albânia durante o comunismo.